# خيمة على الطريق (مسلسل)
خيمة على الطريق  مسلسل اردني وهو بدوي تأليف محمود الزيودي بطولة،روحي الصفدي،محمد العبادي، ناريمن عبد الكريم، نجاح العبدالله،عبد الرحمن الخريجي،عمر الجاسر،تولاي هارون، إخراج عايد علقم تاريخ العرض سنة 1996(الاردن).

## فريق العمل

### المؤلف
- محمود الزيودي

### المخرج
- عايد علقم

### الممثلين
- روحي الصفدي
- محمد العبادي
- ناريمن عبد الكريم
- نجاح العبدالله
- عبد الرحمن الخريجي
- عمر الجاسر
- تولاي هارون[2]